# Рославец, Николай Андреевич
Никола́й Андре́евич Ро́славец (4 января 1881[…], Сураж, Черниговская губерния — 23 августа 1944[…], Москва) — русский и советский композитор, инструменталист, музыковед, скрипач и педагог.

## Биография
Родился в городе Сураже Черниговской губернии, в семье железнодорожного служащего. Сураж как место рождения указан в персональной карточке Рославца, заполненной самим композитором, и хранящейся в архиве издательства Universal Edition, публиковавшего произведения композитора в 1920-е годы. Те же данные фигурируют в опубликованной биографической справке 1919 года. Позже, обвиненный «пролетарскими музыкантами» в «классовой чуждости» и «враждебности пролетариату», Рославец сознательно изменил свою официальную биографию, подвергнув её многократной правке. В частности, уездный центр был заменен глухим селом Душатиным, а социальный статус царского чиновника, служащего железной дороги, грозивший автоматическим зачислением в «лишенцы» — принадлежностью к беднейшему крестьянству. В результате подобной «коррекции», продиктованной необходимостью социальной защиты, возникла официальная версия биографии Рославца, опубликованная в 1924 году журналом «Современная музыка». В свидетельствах по прохождению военной службы Рославец записан как «крестьянин Гордеевской волости Суражского уезда».
Предположительно относился к роду опального стародубского полковника Петра Рославца, когда жалобщиков заковали в цепи в Москве и прислали для суда в Малороссию.
Родственники Рославца были состоятельными: его дед владел «отличной столярной мастерской» — этот факт также не упоминался в опубликованной в 1924 году официальной биографии композитора. Будущий композитор и его отец были мелкими чиновниками, часто переезжавшими из города в город, — их служба зависела от планов и проектов железной дороги. Занимаемым ими должностям соответствовали невысокие чины, не дававшие права на личное и, тем более, — потомственное дворянство. Уцелевшие фотографии изображают интеллигента-разночинца в тужурке железнодорожника, склонившимся над книгой, играющим на скрипке собственного изготовления. Некоторые советские музыковеды некритично приняли на веру и механически воспроизвели факты фальсифицированной официальной биографии Рославца, пойдя на поводу у композитора, сознательно переписавшего свою биографию, — дело дошло даже до публикации фотографий церкви, в которой мог быть крещён композитор, если бы он родился в Душатине.
Неверная биографическая информация нашла распространение и на Западе. В том числе в работах Детлефа Гойовы (1934—2008), убеждённого пропагандиста творчества Рославца. Детлеф Гойовы подвергался травле со стороны руководства Союзом композиторов. В этом преуспели его влиятельные враги — Тихон Хренников и бывшие соратники «пролетарских музыкантов». Не последняя роль в этом принадлежала журналу «Советская музыка», особенно критику, выступавшему под псевдонимом «Журналист». Этот критик параллельно умудрился обличить в инакомыслии музыковеда Акселя Гойовы, проживавшего в ГДР, перепутав его с братом, Детлефом Гойовы, объявленному антисоветчиком. Детлефу Гойовы, многие годы был запрещён въезд в СССР, а копии его статей, которые он пересылал коллегам, арестовывались советской таможней. Из-за этого запрета Детлефу Гойовы пришлось опираться на вторичные источники, зачастую содержащие неверные сведения. В частности, в некоторых публикациях Гойовы фигурировали домыслы об «украинском» происхождении Рославца. Некритично растиражированные в публицистике, они послужили основанием для распространения одного из вымыслов о композиторе. Понимая опасность подобных домыслов и столкнувшись со всевозможными самозванцами, единственная оставшаяся в живых родственница композитора, Е. Ф. Рославец, доверила Марине Лобановой аутентичную реконструкцию биографии и произведений Рославца, а также их издание.
Переехав вместе с семьёй в Курск в конце 1890-х годов, Николай Рославец поступил в музыкальные классы Аркадия Абазы, занимался игрой на скрипке и фортепиано, элементарной теорией музыки и гармонией;
С 1902 по 1912 год учился в Московской консерватории в классе Ивана Гржимали (скрипка), а также у Сергея Василенко (свободная композиция), Михаила Ипполитова-Иванова и Александра Ильинского (контрапункт, фуга, музыкальная форма). Консерваторию окончил с двумя дипломами (перерывы в занятиях объяснялись обострениями туберкулеза и лечением на юге России). Дипломная работа Рославца — мистерия «Небо и земля» по Байрону (1912) — была удостоена большой серебряной медали, а её автор — звания свободного художника.
13 декабря 1917 года избран первым председателем Совета рабочих, солдатских и крестьянских депутатов города Ельца. В первые годы революции Рославец стал директором и преподавателем музыкальной школы в Ельце.
На послереволюционные годы приходится пик общественной деятельности композитора. Наряду с Леонидом Сабанеевым, Владимиром Держановским, Николаем Мясковским, Евгением Браудо и другими, Рославец был одним из лидеров АСМ — Ассоциации современной музыки, развившей принципы дореволюционного «современничества», пропагандировавшего лучшие достижения новой музыки и поддерживавшего контакты с Западом. Рославец принадлежал к числу организаторов профессионального союза композиторов, являлся ответственным редактором журнала «Музыкальная культура». Он преподавал в Ельце, Харькове и Москве, работал в Госиздате.
Рославец, был знаком с «председателем земного шара от секции поэзии» В.Маяковским. В воспоминаниях второй жены композитора Марии ВасильевныФилипповой (Бабенко) описан колоритный эпизод встречи Рославца с Маяковским. Рославец «зашел в кружок литературы и искусства, увидел сидящего с компанией Маяковского. Подошел к нему, поздоровался, заговорил. За соседним столом какой-то молодой человек тихо спросил: „Кто это подошел к Маяковскому?“ Маяковский услышал и тут же мимолетно бросил экспромт:
Что за глупая овца,
Что не знает Рославца.
Все общество, окружавшее Маяковского, дружно расхохоталось» (ЦГАЛИ, ф. 2569, оп. 1, ед. хр. 99а, стр. 6).
В 1920-х годах Рославец стал объектом ожесточённой травли со стороны «пролетарских музыкантов», в первую очередь — представителей Российской ассоциации пролетарских музыкантов (РАПМ) и Производственного коллектива студентов Московской консерватории (ПРОКОЛЛ): в статьях В. Белого, Л. Калтата, Л. Лебединского и других публицистов он был объявлен представителем «буржуазного упадничества», «чуждым», «враждебным пролетариату» композитором, затем — «формалистом» и так далее. В 1927 году, опасаясь репрессии, Рославец передал чемодан с рукописями своему брату, жившему на Украине. В 1936 году семья брата подверглась репрессиям; все рукописи погибли. После начала открытых политических процессов в стране Рославец был причислен к «вредителям», «троцкистам» и в 1930 году обвинён в покровительстве «Ассоциации московских авторов», «разоблачённой» в «пропаганде легкой музыки» и «распространении контрреволюционной литературы». «Дело Рославца», инициаторами которого явились В. Белый, А. Давиденко, В. Клеменс, Ю. Келдыш, С. Корев, М. Коваль, З. Левина, Г. Поляновский, А. Сергеев, Б. Шехтер и другие, закончилось «чисткой», означавшей фактический запрет работать по профессии. Обвинённый в «правом оппортунизме», «торговле идеологией» и т. д., Рославец был вынужден к признанию совершённых «политических ошибок».
В 1923—1930 годах Рославец редактор Главперткома, уполномоченный Главлита по Государственному музыкальному издательству, ответственный цензор в Государственном музыкальном издательстве, музыкальный критик. Он преподаватель Московского музыкального политехникума, активный деятель Ассоциации современной музыки — боевой организации передовых музыкантов и председатель бюро композиторов Всерабиса — Всероссийского союза работников искусства.
В 1931—1933 годах работал в Ташкентском музыкальном театре.
В 1933 году композитор вернулся в Москву, где бедствовал и подвергался постоянным унижениям: Рославцу не удавалось получить постоянной работы, со всех должностей его увольняли как лицо, подвергшееся «чистке», не выплачивали гонораров за сдельные работы. Композитор был принят в Музфонд, но не в Союз композиторов.
Вернувшись в Москву, он полностью лишен возможности публично исполнять свои произведения и зарабатывает на жизнь лишь преподаванием. Он преподает в Музыкальном политехникуме и на курсах военных капельмейстеров.
В 1933—1935 годах — редактор в Радиокомитете.
Яркое произведение последнего московского периода композитора — Камерная симфония для 18 инструментов соло (1934—1935) в четырёх частях.
В 1936—1938 годах — политредактор Реперткома, В 1939-м — художественный руководитель Цыганского ансамбля ВГКО.
По свидетельству любимого ученика Рославца, П. Теплова, подтвержденного племянницей композитора, Е. Ф. Рославец.
В 1938 году готовилась репрессия Рославца — он должен был быть расстрелян или отправлен в ГУЛАГ, о чём враги композитора говорили как о свершившемся факте.
В 1938-39 гг. Е. Ф. Рославец писала в Союз композиторов с просьбой сообщить ей о судьбе дяди. Ответ гласил: композитор репрессирован. В 1958 г. Е. Ф. Рославец начала ходатайствовать о реабилитации своего дяди. После долгой переписки она получила официальные извещение Секретариата Военной Коллегии Верховного Суда СССР : Н. А. Рославец репрессии не подвергался. Слух о репрессии распустили и распространяли бывшие «пролетарские музыканты».
В 1939 году Рославец пережил тяжёлый инсульт, приведший к временной потере речи и частичному параличу. Скончался композитор после второго инсульта. Похоронен на Ваганьковском кладбище. Могила композитора была уничтожена;
В 1990—1991 годах восстановлена усилиями Е. Рославец, М. Лобановой и Г. Дмитриева, впоследствии снова уничтожена. Все протесты М. Лобановой, направленные московским властям, Архнадзору и столичным журналистам, Союзу московских композиторов остаются по сей день безрезультатными.

## Творчество и теоретическая система
Рославец — один из крупнейших новаторов в истории музыкальной культуры XX века, создатель «новой системы организации звука», техники «синтетаккорда». Начиная с В. Каратыгина, музыкальные критики называли Рославца «русским Шёнбергом», но уже в 1914 г. Мясковский раскритиковал эту поверхностную оценку, подчеркнув оригинальность стиля Рославца. В системе Рославца освоение хроматики сочетается с достаточно жесткими правилами, напоминающими принципы додекафонии. Однако Рославец пришёл к ним независимо от школы Шёнберга, «новая система организации звука» во многом отличается от серийной техники, допускает большую гибкость и свободу. Формирование гармонических идей Рославца отражено в его работах студенческих лет, то есть относится к более раннему периоду, нежели опыты «классиков додекафонии». На становление стиля Рославца, по его собственному признанию, значительное воздействие оказали поздние композиционные принципы Скрябина. Быстро обретя творческую независимость, Рославец в дальнейшем критиковал «Прометей» за «схематизм». В то же время, Рославец унаследовал скрябинские гармонические принципы и даже терминологическую систему; посредником в передаче этих идей был друг Скрябина и Рославца — Леонид Сабанеев. «Новая система» кристаллизовалась в ранних камерных вокальных и инструментальных сочинениях Рославца, «классические» её образцы представлены в «Грустных пейзажах» (1913), «Трёх сочинениях для пения и фортепиано» (1913), Первом струнном квартете (1913), Первой скрипичной сонате (1913), «Четырёх сочинениях для пения и фортепиано» (1913-14) и др. Замечательны открытия Рославца в области темброкрасочности, намного опередившие время, — как в камерных сочинениях, так и в симфонической поэме «В часы Новолуния» (предположительно, 1912-начало 1913).
Как и многие представители «классического авангарда», Рославца отличала жажда нового, свободы и эксперимента, радикального обновления форм и одновременно — потребность в «новом законе». Ранние программные заявления Рославца обнаруживают отчётливое сходство с футуристскими манифестами; композитор дружил с детства с К. Малевичем, был тесно связан с В. Каменским, А. Лентуловым и др., печатался в футуристских журналах, обложки его сочинений оформляли футуристы. В то же время, композитор не вписывался в этот круг, что подчеркивал в своё время Малевич. Очевидны преемственные связи Рославца с символизмом и модерном с его пряной декоративностью. Стилистическая многозначность определила во многом дальнейшую эволюцию творчества композитора. Наиболее заметно она сказалась в выборе стихов: до 1917 г. Рославец обращался к поэзии Блока, Брюсова, К. Бальмонта, П. Верлена, Вяч. Иванова, М. Волошина, Н. Гумилёва, Игоря Северянина, Д. Бурлюка, В. Каменского, Е. Гуро, К. Большакова, В. Гнедова, впоследствии — к поэзии Ф. Сологуба, З. Гиппиус и др.
После 1917 г. внимание композитора было во многом сосредоточено на проблемах неоклассицизма, в том числе — стиля Стравинского. Принцип экспериментирования со стилем, смена стилевых масок и ролей оставались чужды Рославцу, сознательно строившему единый индивидуальный стиль без инородных включений (аллюзии-ретроспекции использовались Рославцем в поздних сочинениях как своеобразный второй план композиции с отчётливым символическим оттенком); не привлекала его и ирония, окрашивавшая творчество «музыкального Протея». Однако, Рославец, пройдя этап протеста против «старой школы», пришёл к утверждению «нового академизма» и даже называл себя в некоторых случаях «неоклассиком». Кредо композитора выражают слова:
«Я — классик, прошедший искусство всего нашего времени, воспринимающий все, что создано человечеством. Я […] всё завоевал и говорю, что никакого разрыва в линии развития музыкального искусства у меня нет. Через посредство своих учеников и через их учеников хочу утвердить новую систему организации звука, которая приходит на смену классической системе».
Именно парадоксальный синтез новаторства и академизма, устремленность к нарушению канона и одновременно — к строгой организации определили творческую индивидуальность композитора, многие особенности его стиля. Проницательно выделил это единство в музыке Рославца Л. Сабанеев:
«У Рославца его тектонизм, его математичность в музыкальном творчестве приближает его к академистам. Это — оригинальный и беспримерный тип новатора-академика. Он не интересуется эмоцией как таковой. Для него музыка — вовсе не язык чувств, а выражение организованного психического мира. Его интересует не эмоция сама по себе, а сопоставление её в музыкальной ткани с другими, „организация эмоций“, неизбежно сопутствующая организации звуков. Рославец — настоящий мастер звуков, любящий своё мастерство, как специалист, рабочий любит своё ремесло. Он не напишет зря и случайно ни одной ноты, ни одной фразы. Все продумано и проработано до последней степени». Современников Рославца особенно поражало то, что он называл себя не композитором, а «организатором звуков». Стройность, выверенность, логическая завершенность его системы, последовательность в проведении композиционной идеи, аналитическая направленность творчества вызывали как восхищение, так и ожесточенные нападки на его стиль.
В 1920-е гг. композитор отдал много сил «монументальной пропаганде» в музыке.
С середины 20-х годов у Рославца появляется новая творческая линия — музыка массовых жанров: массовая песня «Полет» на слова В. Каменского, «Поэзия рабочих профессий» для хора (на слова Я. Твердого, 1924), «агитационо-просветительская музыка» — «Песни революции», «Песни работницы и крестьянки» (1925), «Гимн советской рабоче-крестьянской милиции» для духового оркестра (1926). О себе композитор заявлял: «Я — пролетарий умственного труда», «Я должен нести свое искусство народу». И вместе с тем: « Я не пишу „для масс“ скверной музыки».
Наряду с кантатой «Октябрь» (1927), песнями и хорами, он создал грандиозное полотно симфонической поэмы «Комсомолия» (1928) — шедевра музыки XX века, попавшего под идеологический запрет, задержавший на многие десятилетия её публикацию (опубликована крупнейшим музыкальным издательством Schott Musik International, специализирующимся на издании мировой классики). Одновременно композитор продолжал работу над «новой системой», распространив её идеи на ритм, форму, контрапункт, создал собственный метод преподавания композиции. В эти годы Рославец меняет жанровую систему и укрупняет композиционный масштаб, что особенно заметно в Первом скрипичном концерте (1925), камерно-инструментальных и вокальных сочинениях. Заметно высветляется фактура и гармония, в которую включены элементы различных исторических систем, в том числе, классической. Развивая свою систему, подчеркивая её синтезирующий характер, Рославец приходит к открытию смешанной гармонической техники, идеи которой лягут в основу многих музыкальных концепций с начала 1960-х гг.
Спад творческой и прекращение общественной деятельности Рославца сказались на художественном уровне произведений 1930-х гг. (в том числе на написанном в Ташкенте балете-пантомиме «Пахта» (Хлопок) и других сочинениях на ориентальную тему). Тем не менее, композиционное мастерство отличает и позднее творчество Рославца, особенно камерно-инструментальные сочинения. К вершинным проявлениям «новой системы организации звука» в её поздней фазе относится Камерная симфония (1934-35).

## Борьба за Рославца. Судьба наследия. Признание
Вскоре после смерти композитора его квартиру обыскали представители «органов» в сопровождении бывших «пролетарских музыкантов», изъявшие рукописи композитора. К счастью, вдове Рославца удалось спрятать часть наследия, переданного ею впоследствии в ЦГАЛИ (ныне: РГАЛИ). Некоторые рукописи композитора были сохранены его любимым учеником, композитором Петром Васильевичем Тепловым (ныне — в Государственном центральном музее музыкальной культуры им. М. И. Глинки). По свидетельству Теплова, враги композитора, преследовавшие Рославца при жизни, после смерти композитора охотились за его рукописями и уничтожали их. В 1967 г. племянница композитора, Ефросинья Федоровна Рославец, предприняла первые шаги по реабилитации своего дяди, благодаря которым удалось установить, что композитор не подвергался политической репрессии. Этот важный шаг — отказ исполнять произведения Рославца обосновывался тем, что речь якобы шла о «репрессированном враге народа», — не улучшил положения: творчество Рославца продолжали замалчивать. В 1967 г. сотрудник Музея музыкальной культуры им. М. И. Глинки, Георгий Киркор, отказал Е. Рославец в знакомстве с картотекой, назвав музыку Рославца «враждебной народу» и обвинив композитора в «связях с международным сионизмом». Нелепое по сути, но опасное обвинение основывалось на пропаганде представителей еврейской музыкальной школы, проводимой АСМ, в том числе — Л. Сабанеевым, ярым врагом Советов и близким другом Рославца. С обвинениями в «сионистской деятельности» также постоянно сталкивалась с конца 1970-х гг. М. Лобанова, исследовательница и издательница Рославца, в свою очередь подвергшаяся преследованиям, в том числе — за родственные связи с одним из основателей государства Израиль. В том же 1967 г., по свидетельству Е. Ф. Рославец отказались принять и помочь ведущие функционеры Союза композиторов СССР Вано Мурадели, Анатолий Новиков и Тихон Хренников. Негативное отношение к Рославцу, знаковое для официальных кругов Союза композиторов СССР, выражалось в следующих установках-приговорах: «Рославец — враг», «композитор, чья музыка не стоит бумаги, на которой она записана», «могила Рославца должна быть уничтожена».
С 70-х гг. XX в. началось возрождение музыки Н. Рославца и оживленный интерес к его творчеству. В 1993 г. в Москве появился исполнительский коллектив его имени — «Рославец-трио». Ежегодно в апреле месяце в Брянске проходит Всероссийский фестиваль Н.Рославца и Н.Габо".
В Суражском краеведческом музее представлен раздел экспозиции, посвящённый жизни и творчеству композитора.
27 декабря 1980 г. в Камерном клубе М. Мильмана состоялся концерт со вступительным словом М. Лобановой, одно отделение которого было посвящено музыке Рославца; по свидетельству одного из организаторов концерта, Э. Денисова, руководство Союза композиторов СССР отказало в проведении концерта, целиком посвящённого композитору. После первой публикации об оригинальной теоретической концепции Рославца, осуществленной на основе архивных материалов, в 1984 г. был сорван доклад М. Лобановой о музыкально-теоретической системе Рославца, объявленный в программе международной конференции «Musica nel nostro tempo» (Милан): ведущие функционеры Союза композиторов СССР обвинили невыездную исследовательницу в «нелегальных связях с Западом». Вскоре были предприняты попытки увольнения Лобановой из Московской консерватории, лишения её научной степени и права на преподавание, а также применения карательной психиатрии с диагнозом «вялотекущая шизофрения».
В 1989 г. Е. Рославец обратилась в Московскую композиторскую организацию с просьбой о реконструкции и публикации наследия, а также восстановлении могилы композитора, официально доверив эти задания М. Лобановой. В 1990 г., после долгой борьбы, в том числе с криминальными структурами, благодаря содействию главы Московской композиторской организации, Георгия Дмитриева, могила Рославца была восстановлена по плану М. Лобановой, авторизованному племянницей композитора.
Недавно выяснилось, что восстановленная могила Рославца была вновь уничтожена, — об этом М. Лобановой сообщила российско-американская пианистка Е. Дубовицкая, обследовавшее место захоронения Рославца по авторизованному Е. Ф. Рославец плану, опубликованному в монографии М. Лобановой. Судя по всему, были уничтожены и соответствующие документы, вплоть до записей в кладбищенских книгах и т. п. Остается надеяться, что обращения М. Лобановой к московским властям, Архнадзору и столичным журналистам найдут надлежащий отклик и могила Рославца будет вторично восстановлена.
В 1989 г. издательство «Музыка» опубликовало сборник «Николай Рославец. Сочинения для фортепиано» (редактор-составитель Н. Копчевский), к сожалению, воспроизводивший многие опечатки прижизненных изданий. Предисловие к сборнику, написанное Ю. Холоповым, вызвало возмущение Е. Ф. Рославец. В письмах от 28.01.1990, адресованных директору Государственного центрального музея музыкальной культуры им. М. И. Глинки, а также директору издательства «Музыка» и главному редактору журнала «Советская музыка», племянница композитора протестовала против «оскорбительных домыслов», клеветы, дискредитации родственников Рославца. Особую озабоченность Е. Ф. Рославец вызвали ложные сведения о творчестве Рославца и состоянии архивных материалов: с её точки зрения, рассуждения о хаотическом состоянии архивных материалов и нерадивых родственниках могли послужить оправданием возможному расхищению наследия Рославца и его дальнейшим фальсификациям. После отказа в публикации в СССР и России, одно из писем Е. Рославец, закрывшей доступ к своим личным материалам в Государственном центральном музее музыкальной культуры им. М. И. Глинки, было впервые опубликовано в Германии в 1993 г. Предисловие Ю. Н. Холопова, немного позже сравнившего «страшную эпоху — развал России в 1990-е годы», «распад, аморализм, беспринципность и культ наживы» в условиях российской демократии эпохи Б. Ельцина с Третьим рейхом, встретило предельно резкий отпор со стороны Н. И. Харджиева в письме М. Лобановой от 5.12.1990.
Стремление создавать новые мифы, не разобравшись со старыми, негативно сказалось на ряде российских публикаций конца 1980-х — начала 1990-х гг. о Рославце. Характерна оценка, данная одной такой статье о Рославце, появившейся в журнале «Музыкальная жизнь», любимым учеником Рославца, композитором Петром Васильевичем Тепловым в письме М. Лобановой от 19.01.1991:
«Очерк — вполне добросовестная компиляция из материалов московских архивов и сведений от лиц, как-либо или когда-либо знавших Н. А. при жизни (в том числе и меня, и немало). Хорошо уже то, что появилась ещё одна публикация о Н. Рославце. Но, к сожалению, не обошлось без крупных искажений и недомолвок. Самая существенная — это полное отсутствие какого-либо упоминания о РАПМ. О поистине трагической её роли в последние 15-20 лет жизни Н. А. Не думаю, что это явное искажение лежит на совести Белодубровского. Убежден, что это „работа“ редакции и в первую очередь её главного редактора, восприемника В. Белого».
В 1989 г. М. Лобановой была обнаружена в архиве партитура Первого скрипичного концерта Рославца, объявленная утраченной, в том числе в дипломной работе А. Пучиной об этом произведении, выполненной в Московской консерватории под руководством Э. Денисова в 1981 г. По заказу издательства «Le Chant du Monde» Э. Денисов собирался оркестровать изданный в 1927 г. клавир Первого скрипичного концерта, однако открытие партитуры перечеркнуло эти планы. Вскоре после мировой оркестровой премьеры сочинения, осуществленной Т. Гринденко под управлением Ф. Глущенко, (Москва, 18 ноября 1989 г.), появилась статья в «Российской музыкальной газете», содержавшая ложные сведения об авторе архивного открытия. Позже газета опубликовала опровержение, принеся извинения М. Лобановой. В 1989 г. была сорвана запланированная в Москве мировая премьера симфонической поэмы Рославца «В часы Новолуния», реконструированная М. Лобановой: подготовленный, расписанный и оплаченный материал бесследно исчез из Бюро пропаганды советской музыки. Мировая премьера поэмы, исполненной симфоническим оркестром Радио Саарбрюккена под управлением Х. Холлигера 14 июня 1990 г. в Саарбрюккене состоялась в отсутствие автора реконструкции, которой Иностранная комиссия Союза композиторов СССР в очередной раз отказала в оформлении паспорта, несмотря на официальное приглашение издательства B. Schott und Söhne (ныне: Schott Musik International).
В условиях возрастающего интереса к Рославцу, вызванного открытием ранее не известных сочинений и начавшейся публикацией его наследия, позволившей говорить о «возрождении Рославца», обнаружилось дистанцированное отношение к композитору, в том числе среди его соотечественников — композиторов модернистского крыла: так, в обширной дискуссии, посвящённой открытию наследия русского музыкального авангарда (Гейдельберг, 1 ноября 1991 г.), В. Суслин категорически высказался о творчестве Рославца как «не имеющем для него ни малейшего значения», а Е. Фирсова подчеркнула, что музыка Рославца, в отличие от творчества Шенберга, её «не интересует».
Согласно газете «Коммерсантъ-Daily», Владимир Пикуль, в бытность свою главным редактором московского издательства «Советский композитор» (позже — «Композитор»), помог в 1991 г. Е. Рославец издать произведения её дяди в B. Schott und Söhne. По словам Владимира Пикуля, он получил за свою помощь комиссионные в размере 33 500 DM, которые истратил на учёбу своих детей в Германии. Когда Тихон Хренников узнал об этом, он счел, что Владимир Пикуль незаконно присвоил 33 500 DM, которые должны принадлежать Союзу композиторов СССР. 6 мая 1991 г. по инициативе Т. Хренникова Союз композиторов СССР передал дело в прокуратуру Фрунзенского РУВД. Обвинение в «присвоении общественных средств» в валюте при отсутствии моратория на смертную казнь грозило Пикулю самыми строгими мерами наказания, вплоть до расстрела. В дальнейшем дело было прекращено за отсутствием состава преступления. В марте 1992 г. дело было возбуждено вновь по ходатайству Союза композиторов. К тому времени Пикуль потерял своё место (его преемником стал Григорий Воронов (1948—2008), однако выиграл 2 судебных разбирательства. Вопреки решениям суда, Пикуль не был восстановлен на работе, так как его должность была «сокращена». В конце концов, Пикуль потребовал возмещения «серьёзного морального и материального ущерба» и предъявил иск на 33 500 DM Тихону Хренникову.
В 1991 г. левое про-советское издательство «Le Chant du Monde», входившее в так называемую «семью ВААП», объявило о семи сочинениях Рославца, якобы завершенных Александром Раскатовым: вокальном цикле «Памяти А. Блока», симфонической поэме «В часы Новолуния», «Музыке для струнного квартета», сонате № 1 (1925) и № 2 (1926) для альта и фортепиано, фортепианной сонате № 6 и «Камерной симфонии» (1926), а также о переложении для баритона и ударных песни «Стучите!».
В действительности, вокальный цикл «Памяти А. Блока», симфоническая поэма «В часы Новолуния» были завершены самим Рославцем. В архивных материалах к Шестой фортепианной сонате отсутствует конец, что исключает её аутентичную реконструкцию. «Музыка для струнного квартета» — вымышленное название: Рославец никогда не писал, не собирался писать подобное сочинение. Объявленная в программе «Le Chant du Monde» соната № 1 (1925) для альта и фортепиано, в действительности, — набросок, от завершения которого Рославец отказался. Подлинная альтовая соната № 1, ошибочно названная «Le Chant du Monde» «сонатой № 2», была завершена Рославцем в 1926 г. Уцелевший черновик не нуждался в досочинении: альтовая соната № 1 была реконструирована и издана М. Лобановой. Подлинная соната № 2 для альта и фортепиано была создана не в 1926 г., как это указывается в списке «Le Chant du Monde», а в 1930-е гг. и также вовсе не нуждается в досочинении: как и другие произведения, она была издана М. Лобановой. «Камерная симфония» (1926) в списке «Le Chant du Monde» — на самом деле, набросок, от окончания которого Рославец отказался. Эскиз не допускает аутентичной реконструкции ни цикла, ни отдельных его частей; сомнительным представляется и использованный А. Раскатовым состав: в разметках партичелло не указаны ни арфа, ни фортепиано, а шесть ударных инструментов полностью чужды стилистике Рославца. Для 18 инструментов была написана подлинная Камерная симфония Рославца (1934—1935) — в эскизе 1926 г. обозначен меньший состав.
Сокрытие информации о действительном характере и состоянии материалов, положенных в основу «досочиненных А. Раскатовым произведений Рославца» привело к невероятной путанице и сильно осложнило изучение и пропаганду наследия композитора. Множество недоразумений возникло в связи с альтовыми сонатами Рославца: так, на компакт-диске «Roslavets. Musique de chambre» (Harmonia mundi, LDC 288 047) записаны, вопреки утверждениям издателей, не Альтовые сонаты № 1 и 2, а вышеупомянутый «досочиненный» набросок 1925 г. и Соната № 1, законченная самим Рославцем и, вопреки утверждениям в буклете, не нуждавшаяся в досочинении, — на компакт-диске она ошибочно названа «Сонатой № 2». Информация о воссоздании симфонической поэмы «В часы Новолуния» и других произведений Рославца распространилась в публицистике. Так, в статье Джерард Макбёрни говорилось о «досочинении А. Раскатовым» поэмы «В часы Новолуния» якобы на основании неполного эскиза партитуры; в действительности, реконструкция произведения, завершенного самим Рославцем, была осуществлена М. Лобановой на основе почти полного комплекта оркестровых голосов — отсутствующие восполнялись на основе партитурного эскиза. По просьбе Э. Денисова, М. Лобанова консультировала А. Раскатова по вопросам творчества и архива Рославца. Ложная информация о реконструкции А. Раскатовым поэмы «В часы Новолуния» была повторена в статье Анны Ференц, и в буклете Кэлена Мак Дональда (Calum McDonald) к компакт-диску Hyperion (CDA 67484), связавшего запись поэмы «В часы Новолуния» в исполнении оркестра ВВС Шотландия под управлением Илана Волкова с именем Раскатова, — на самом деле, в основе записи лежала реконструкция М. Лобановой. Кроме того, в тексте буклета Кэлена Мак Дональда мировая премьера поэмы «В часы Новолуния» в Саарбрюккене намеренно ошибочно связывалась с именем Раскатова. 30 января 2009 г. решением Гамбургского суда (GZ: 1004/08JB01 GK: 175) была запрещена продажа компакт-диска Hyperion (CDA 67484) с буклетом, содержащим вышеуказанную ложную информацию. В соответствии с обнаружившимися фактами, фирма Hyperion Records, Ltd. изменила данные о поэме «В часы Новолунья» на своём сайте, назвав автора реконструкции — М. Лобанову; недавно был соответствующим образом отредактирован и текст в буклете к компакт-диску Hyperion (CDA 67484).
К настоящему времени основные произведения Рославца (многие из них впервые) опубликованы под редакцией М. Лобановой (в том числе в её реконструкции — «В часы Новолуния», Фортепианное трио № 2, Скрипичная соната № 2 и др.) издательством Schott Musik International; за все свои реконструкции М. Лобанова не получала гонорара. Концептуальная основа издания — аутентичное воссоздание наследия Рославца. Значительная его часть воспроизводит произведения, ранее хранящиеся в архивах и нуждавшихся в редакционной подготовке. Другая часть основана на материалах к произведениям, завершенных самим композитором и допускающим аутентичную реконструкцию. При переиздании произведений, увидевших свет при жизни автора, были исправлены опечатки. Издательская программа далека от завершения: многие сочинения подготавливаются к печати.
Розыск материалов, подготовленных М. Лобановой к публикации, был во многом осложнен не только состоянием рукописей Рославца, хранящихся в архивах, но и уже осуществленной архивной обработкой: нередкими неверными или спорными атрибуциями и датировками и т. п. (см. подробнее в цит. книге М. Лобановой). Значительные сложности до сих пор представляет «продвижение» рукописей Рославца от одного архива к другому, затем — от хранилища к открытому доступу и, наконец, — к изданию. Так, многие произведения советских композиторов, числившиеся ранее за библиотеками Союза композиторов и Музфонда, были впоследствии переданы в ГЦММК (Государственном музее музыкальной культуры им. М. И. Глинки), о чём узнала М. Лобанова, разыскивая и подготавливая произведения Рославца к исполнению на фестивалях «Московская осень» и «Наследие» и к соответствующим изданиям. После поступления в ГЦММК эти материалы долгие годы пролежали в хранилище и лишь после соответствующей обработки, описания и подготовки стали доступными посетителям отдела рукописей ГЦММК. По этой причине надолго задержалось издание подлинной «Камерной симфонии» (1934/35): разыскиваемая М. Лобановой в 1988—1989 годах для исполнения на московских фестивалях и тогда же запланированная к публикации издательством B. Schott und Söhne, по договоренности с московским издательством и архивом, эта партитура Рославца, обросшая легендами, слухами и домыслами, увидела свет сравнительно недавно[когда?] (Kompositor International (Mainz) 51581).
Понятие «Новолуния» и, соответственно, поэма Рославца, приобрели в последнее десятилетие культовое значение, о чём свидетельствовали музыкально-визуальная инсценировка Э. Клоке «В часы Новолуния», осуществленная летом 2000 г. в Германии в рамках ЭКСПО 2000, а также концертный цикл Базельской симфониетты под управлением Фабриче Боллона (21-23 марта 2009, Базель, Женева, Цюрих), объединённый программным подзаголовком «Новолуние», в рамках которого была исполнена поэма Рославца. Не обошёл вниманием творчество композитора и пиратский портал «The Pirate Bay», предлагавший пользователям несколько произведений Рославца, в том числе поэму «В часы Новолуния» под управлением Х. Холлигера.
Произведения Рославца записаны на многочисленных пластинках, дисках, его творчеству были посвящены многие радиопередачи, концерты, фестивали; на творчестве Рославца был сфокусирован Третий русский фестиваль камерной музыки (Гамбург, 2012). Среди исполнителей Рославца — скрипачи Даниил Австрих, Татьяна Гринденко, Алина Ибрагимова, Марк Лубоцкий, пианисты Алессандра Мариа Амара, Марк Андре Амлен, Юлия Бочковская, Ирина Емельянцева, Анна Засимова, Мария Леттберг, дирижёры Илан Волков, Фёдор Глущенко, Константин Кримец, Юрий Темирканов, Хайнц Холлигер, Фабриче Боллон, «Трио Фонтенэ», «Серафим Трио», «Хаба-квартет», Московский ансамбль современной музыки (МАСМ), Студия Новой музыки и др. С 1993 в Москве существует ансамбль «Рославец-трио».

## Избранные произведения
- Симфония c-moll (1910-е гг.); Kompositor International (Mainz) 51585
- «В часы Новолуния», симфоническая поэма (ок. 1912—1913); SCHOTT ED 8107
- «Небо и Земля», мистерия по Байрону (1912)
- Струнный квартет № 1 (1913); SCHOTT ED 8126
- Соната для скрипки и фортепиано № 1 (1913)
- Три этюда для фортепиано (1914); SCHOTT ED 7907
- Соната для фортепиано № 1 (1914); SCHOTT ED 7941
- Соната для фортепиано № 2 (1916); SCHOTT ED 8391
- Соната для скрипки и фортепиано № 2 (1917); SCHOTT ED 8043
- Пять прелюдий для фортепиано (1919—1922); SCHOTT ED 7907
- Струнный квартет № 3 (1920); SCHOTT ED 8127
- Фортепианное трио № 2 (1920); SCHOTT ED 8059
- Соната для скрипки и фортепиано № 4 (1920); SCHOTT ED 8044
- Фортепианное трио № 3 (1921); SCHOTT ED 8035
- Соната для виолончели и фортепиано № 1 (1921); SCHOTT ED 8038
- «Человек и море», симфоническая поэма по Бодлеру (1921); утрачена
- «Раздумье», для виолончели и фортепиано (1921)
- Симфония в четырёх частях (предположительно, Симфония № 1) (1922); фрагменты партитуры
- Соната для виолончели и фортепиано № 2 (1922); SCHOTT ED 8039
- Соната для фортепиано № 5 (1923); SCHOTT ED 8392
- Концерт для скрипки и оркестра № 1 (1925); SCHOTT ED 7823 (партитура); SCHOTT ED 7824 (клавир)
- Соната для альта и фортепиано № 1 (1926); SCHOTT ED 8177
- «Октябрь», кантата (1927)
- Фортепианное трио № 4 (1927); SCHOTT ED 8036
- «Комсомолия», симфоническая поэма (1928); SCHOTT ED 8256
- Соната для скрипки и фортепиано № 6 (предположительно, 1930-е гг.); SCHOTT ED 8431
- Соната для альта и фортепиано № 2 (1930-е гг.); SCHOTT ED 8178
- «Пахта» (Хлопок), балет-пантомима (1931—1932)
- «Узбекистан», симфоническая поэма (1932); сохранились фрагменты
- Камерная симфония для 18 исполнителей (1934—1935); Kompositor International (Mainz) 51581
- Концерт для скрипки и оркестра № 2 (1936); Kompositor International (Mainz) 52700
- Струнный квартет № 5 (1941); SCHOTT ED 8128
- 24 прелюдии для скрипки и фортепиано (1941—1942); SCHOTT ED 7940

## Избранные публицистические работы
- А. М. Абаза. «Музыка», 1915, № 208, с.70-71
- Дружественный ответ Арс. Авраамову. «Музыка», 1915, № 219, с.256-257
- «Лунный Пьеро» Арнольда Шёнберга. «К новым берегам», 1923, № 1, с.28-33; нем. пер., введение и комментарии М. Лобановой: «Dissonanz» 61 (1999), с.22-27
- Ник. А. Рославец о себе и своём творчестве. «Современная музыка», 1924, № 5, с.132-138; нем. пер.: Gojowy D. Neue sowjetische Musik der 20er Jahre. Laaber 1980, S. 395—400
- Где русские композиторы? «Вестник работников искусств», 1925, № 4, с.2-3; нем. пер. и комментарии М. Лобановой: «Dissonanz» 52 (1997), S. 12f.
- О псевдо-пролетарской музыке. «На путях искусства». М., 1926, с.180-192; нем. пер. и комментарии М. Лобановой: «Dissonanz» 49 (1996), S. 4-10
- «Назад к Бетховену». «Рабис», 1927, № 49 (91), с.3-4; нем. пер. и комментарии М. Лобановой: «Dissonanz» 49 (1996), S. 4-10
- Советская музыка. «Рабис», 1927, № 43 (85), с.7-8
- «Организатор звука» [Письмо Н. А. Рославца от 28 декабря 1924 г. Ювеналу Славинскому]. Публикация и комментарий М. Лобановой. «Музыкальная газета», 1990, № 6 (20), с.4

## Избранная литература
- Авраамов А. Дружественное открытое письмо композитору Н. Рославцу. «Музыка», 1915, № 215, с.192
- Браудо Е. «Организатор звуков». Н. Рославец. «Вестник работников искусств», 1925, № 12, с.14
- Сабанеев Л. Русские композиторы. II. Н. Рославец. «Парижский вестник», 31 марта 1926
- Калтат Л. О подлинно-буржуазной идеологии гр. Рославца. «Музыкальное образование», 1927, № 3/4, с. 32-43; нем. (сокращ.) пер.: Gojowy D. Neue sowjetische Musik der 20er Jahre. Laaber 1980, S.377-388
- Белый В. «Левая» фраза о музыкальной реакции (по поводу статьи Н. Рославца «Назад к Бетховену»). «Музыкальное образование», 1928, № 1, с. 43-47; нем. пер.: Gojowy D. Neue sowjetische Musik der 20er Jahre. Laaber 1980, S. 371—376
- Мясковский Н. Собрание материалов в двух томах, т. 2. M. 1964
- Каратыгин В. Избранные статьи. Л., 1965
- Gojowy D. N. A. Roslavec, ein früher Zwölftonkomponist. «Die Musikforschung» 22 (1969), S. 22-38
- Gojowy D. Sowjetische Avantgardisten. Musik und Bildung 1969, S. 537—542
- История музыки народов СССР, т. 1. M. 1970
- Slonimsky N. Music since 1900. 4th edition. N.Y., 1971
- Gojowy D. Neue sowjetische Musik der 20er Jahre. Laaber 1980
- Lobanova M. L’eredità die N. A. R. ne campo della teoria musicale. «Musica/Realtà» 12 (1983), p. 41-64; венг. пер.: Magyar Zene, 1987, № 3, 230—243
- Лобанова М. Найденные рукописи Н. Рославца. «Советская музыка», 1989, № 10, с. 32
- Лобанова М. О наследии и научной добросовестности. «Советская музыка», 1990, № 10, с. 113—116
- Лобанова М. Почти детективная история. «Музыкальная газета», 1990, № 4 (18), с. 8 (перепечатано в «Российской музыкальной газете», 1990, № 5, с. 4
- Wehrmeyer A. Studien zum russischen Musikdenken um 1920. Frankfurt/Main usw.: Peter Lang, 1991, S. 139ff.
- Gojowy D. Sinowi Borissowitsch im Keller entdeckt. Sowjetische Musikwissenschaft in der Perestrojka. «Das Orchester» 39 (1991), H. 11, S. 1224
- Gojowy D. Wiederentdeckte Vergangenheit. Die russisch-sowjetische Avantgarde der 10er und 20er Jahre rehabilitiert? — In: Neue Musik im politischen Wandel. Veröffentlichungen des Darmstädter Instituts für Neue Musik und musikalische Erziehung, Bd. 32. Mainz 1991, S. 9-22
- Internationale Musik-Festivals Heidelberg 1991 und 1992. Russische Avantgarde. Musikavantgarde im Osten Europas. Dokumentation — Kongressbericht". Heidelberg 1992
- McKnight Ch. Nikolaj Roslavets. Diss. Cornell Univ., Ithaca/N.Y., 1994
- Lobanova M. Nikolaj Roslawez. Biographie eines Künstlers — Legende, Lüge, Wahrheit. «Visionen und Aufbrüche. Zur Krise der modernen Musik 1908—1933». Hrsg. von W. Gruhn u.a. Kassel 1994, S. 45-62
- Lobanova M. Der Fall Nikolaj Roslawez. «Die Neue Zeitschrift für Musik» 1995, Nr. 1; S. 40-43
- Lobanova M. Nikolaj Roslavetz — Ein Schicksal unter der Diktatur. «Verfemte Musik. Komponisten in den Diktaturen unseres Jahrhunderts. Dokumentation des Kolloquiums vom 9.-12. Januar 1993 in Dresden». Hrsg. von J. Braun, H. T. Hoffmann und V. Karbusicky. Frankfurt/Main usw.: Peter Lang, 1995, S. 159—176; 2. Auflage: 1998
- Lobanova M. Nikolaj Andreevič Roslavec und die Kultur seiner Zeit. Mit einem Vorwort von György Ligeti. Frankfurt/Main usw.: Peter Lang, 1997; 2., erweiterte Auflage: Nikolaj Andrejewitsch Roslawez und seine Zeit. Neumünster: von Bockel Verlag, 2021 (ISBN 3956750284; ISBN 978-3956750281)
- Hust Chr. Tonalitätskonstruktion in den Klaviersonaten von N. A. Roslavec. «Die Musikforschung» 54 (2001), S. 429—437
- Lobanova M. «Das neue System der Tonorganisation» von Nikolaj Andreevič Roslavec. «Die Musikforschung» 54 (2001), S. 400—428
- Лобанова М. Страсти по Николаю Рославцу. «Российская музыкальная газета», 2002, № 10, с.7
- Lobanova M. Mystiker • Magier • Theosoph • Theurg: Alexander Skrjabin und seine Zeit. Hamburg 2004, S. 189—232
- Lobanova M. Nicolaj Roslavec und sein tragisches Erbe. «Musikgeschichte in Mittel- und Osteuropa. Mitteilungen der internationalen Arbeitsgemeinschaft an der Universität Leipzig», H. 10. Leipzig 2005, S. 241—272
- Gojowy D. Musikstunden. Beobachtungen, Verfolgungen und Chroniken neuer Tonkunst. Köln 2008
- Лобанова М. Николай Андреевич Рославец и культура его времени. — СПб.: Петроглиф, 2011. — 352 с. ISBN 978-5-98712-059-0